# Linda Bassett
Linda Bassett (ur. 4 lutego 1950) – brytyjska aktorka.

## Filmografia
- Paryż nocą (Paris by Night, 1988) jako Janet Swanton
- News Hounds (1990) jako Virginia Lyddon
- Dawaj! (Let Him Have It, 1991) jako pani Miles
- A Village Affair (1994) jako Gwen
- Bramwell (1995) jako Maud
- Loved Up (1995) jako matka
- Nawiedzony (Haunted, 1995) jako madame Brontski
- Mary Reilly (1996) jako matka Mary
- Oskar i Lucinda (Oscar and Lucinda, 1997) jako Betty Stratton
- Spoonface Steinberg (1998) jako pani Spud
- Nasz wspólny przyjaciel (Our Mutual Friend, 1998) jako Abby Potterson
- Far from the Madding Crowd (1998) jako Maryann Money
- Out of Hours (1998) jako Carol-Anne Kumar
- Wojny domowe (East Is East, 1999) jako Ella
- Pechowa rodzinka (The Martins, 2001) jako Anthea
- Godziny (The Hours, 2002) jako Nelly Boxall
- The Last Time (2002) jako Evelyn
- Dziewczyny z kalendarza (Calendar Girls, 2003) jako Cora
- Kłopotliwy towar (Spivs, 2004) jako Ciocia Vee
- Być jak Stanley Kubrick (Colour Me Kubrick: A True... ish Story, 2005) jako Trolley Lady
- Kozaczki z pieprzykiem (Kinky Boots, 2005)
- The English Harem (2005) jako Monica Pringle
- Cass (2008) jako Doll
- Lektor (2008) jako pani Brenner
- Rozważna i romantyczna (2008) jako pani Jennings